# صيفرية دايجيونية
صيفرية دايجيونية (الاسم العلمي: Flavobacterium daejeonense) هي نوع من البكتيريا، سلبية الغرام، تتبع جنس صيفرية.